# جيف باكستر
جيف باكستر (بالإنجليزية: Jeff Baxter)‏ هو سياسي أمريكي، ولد في 19 سبتمبر 1960 في ياكيما في الولايات المتحدة. حزبياً، نشط في الحزب الجمهوري.